# グルッポふじとう
グルッポふじとう（Gruppo Fujito）は、愛知県春日井市藤山台1丁目1にある複合施設である。春日井市は「多世代交流拠点施設」と表現している。高蔵寺ニュータウンにある春日井市立藤山台東小学校の校舎をリノベーションし、2018年（平成28年）4月1日に開館した。第三セクターであり春日井市や春日井商工会議所が出資する高蔵寺まちづくり株式会社が指定管理者として施設の管理運営を行い、NPO法人「まちのエキスパネット」に運営の一部が委託されている。

## 歴史

### 藤山台東小学校

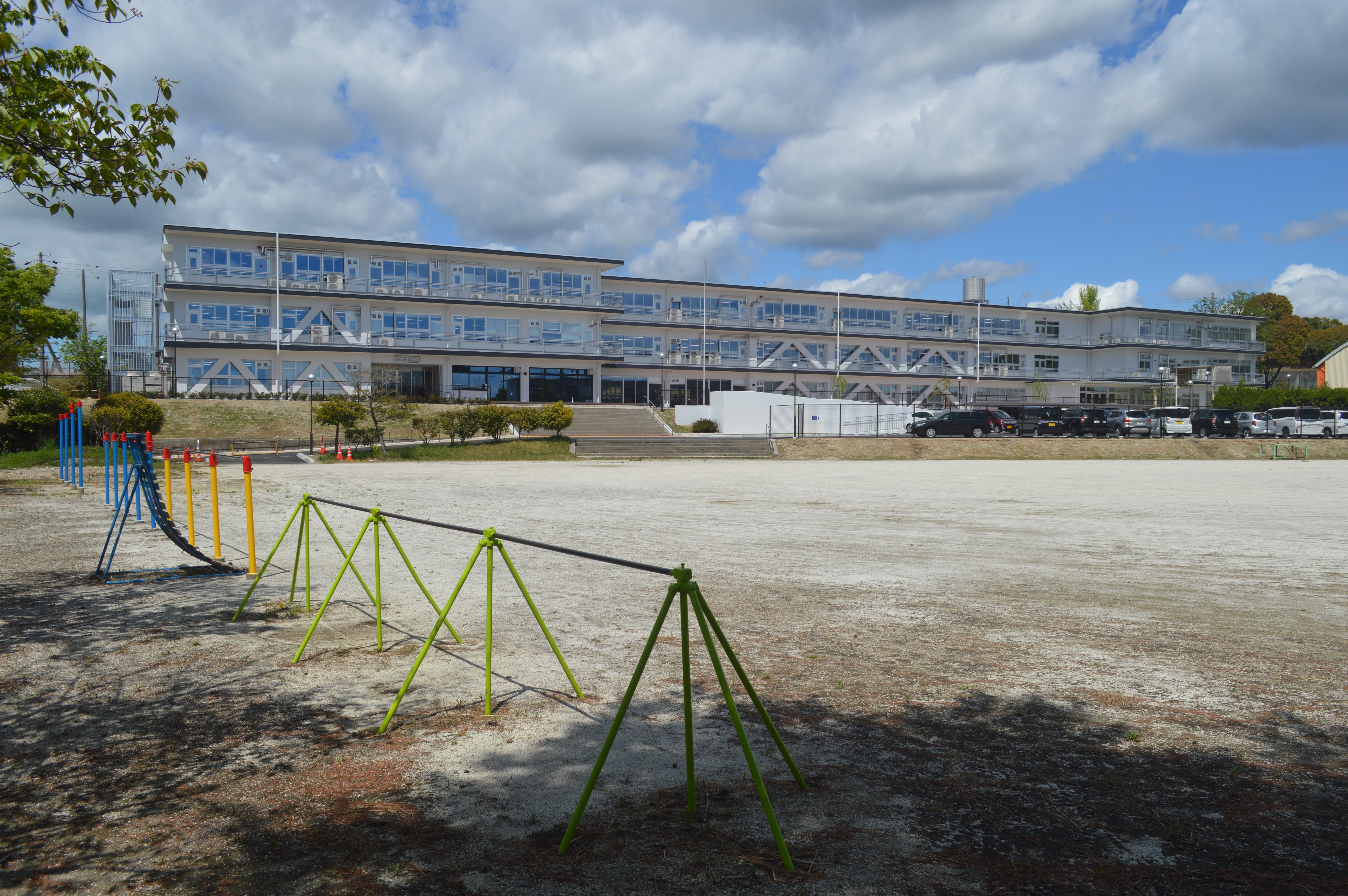
藤山台東小学校のグラウンドと校舎（2018年のグルッポふじとう開館後）

高蔵寺ニュータウンの中でも最も早く、1968年（昭和43年）に入居が開始されたのが藤山台であり、地区内には春日井市立藤山台小学校（1968年開校）、春日井市立藤山台東小学校（1971年開校）、春日井市立西藤山台小学校（1973年開校）の3つの小学校が順次開校した。3小学校の児童数は1980年（昭和55年）に計1850人とピークに達したが、以後は緩やかに減少を続け、2010年（平成22年）にはピーク時の3分の1程度になった。

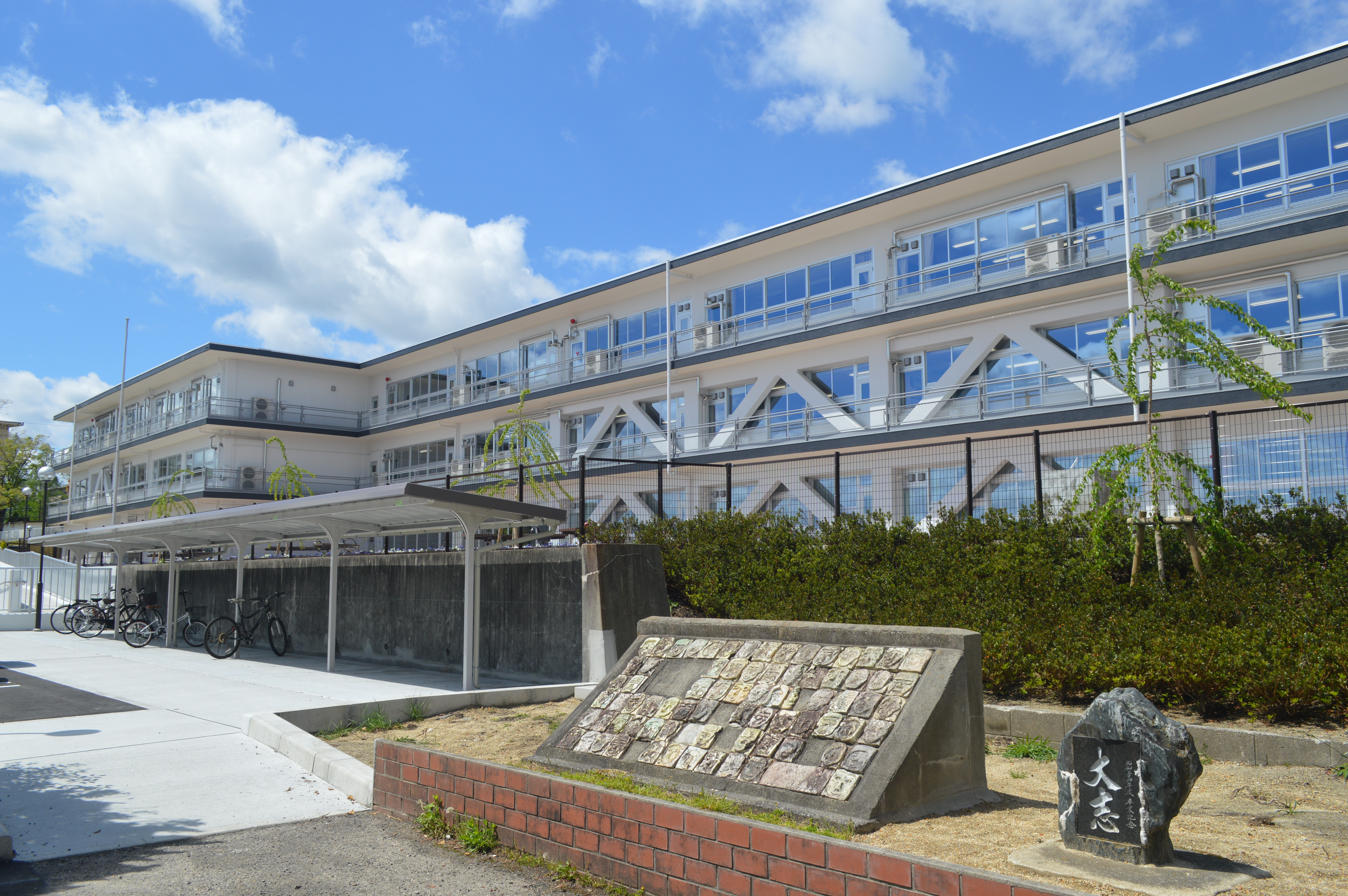
グルッポふじとう

藤山台小学校と藤山台東小学校の学級数は6ないし7学級（1学年1学級）で推移しており、春日井市は小学校の規模の適正化を検討。2013年（平成25年）に旧・藤山台小学校と藤山台東小学校を統合して新・藤山台小学校を設立し、新・藤山台小学校は暫定的に藤山台東小学校の校舎を使用した。2016年（平成28年）には旧・藤山台小学校の敷地に新校舎が完成。新・藤山台小学校は元の校地に戻り、西藤山台小学校を統合した。これによって3小学校の統合が完了している。

### グルッポふじとう
2013年（平成25年）までの藤山台東小学校の校舎（その後3年間は藤山台小学校の校舎）が空くと、春日井市は施設をリノベーションして複合施設に転用することを計画。本施設は高蔵寺ニュータウンの活性化をもくろむ「高蔵寺リ・ニュータウン計画」の目玉事業である。校舎の外観や教室の床はそのまま残し、室内の壁全体を塗り替えるなどしてリノベーションした。改修の総工費は5億6900万円。
2018年（平成30年）4月1日に多世代交流拠点施設「グルッポふじとう」が開館した。イタリア語で「集まり」を意味する「グルッポ」（gruppo）と、春日井市立藤山台東小学校の略称である「ふじとう」を合わせた名称である。複合施設の核となる施設はグルッポふじとう図書館であり、300m東の春日井市東部市民センターにあった東部市民センター図書室の移転という形をとっている。グルッポふじとう図書館の開館にともなって、東部市民センター図書室は2018年3月19日に閉館している。

## 施設

### 1階
- コミュニティカフェ
- 児童館
- 地域包括支援センター
- 図書館（児童図書）

### 2階
- 図書館（一般図書・グループ学習室・持ち込みパソコン室など）

### 3階
- こどもとまちのサポートセンター
- 会議室
- 図書室（学習室）
- 管理事務室

出典：

### 画像集

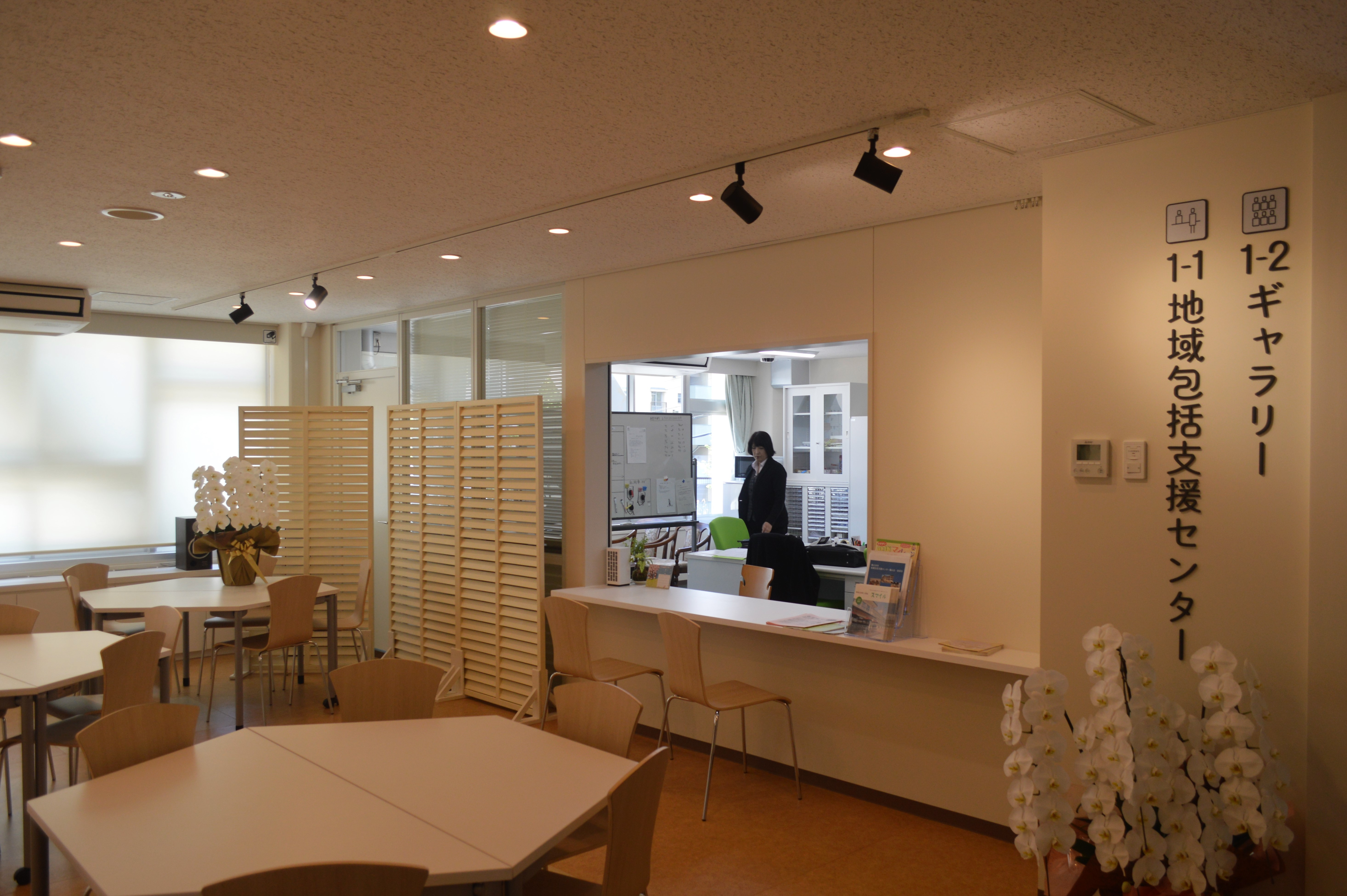
地域包括支援センター
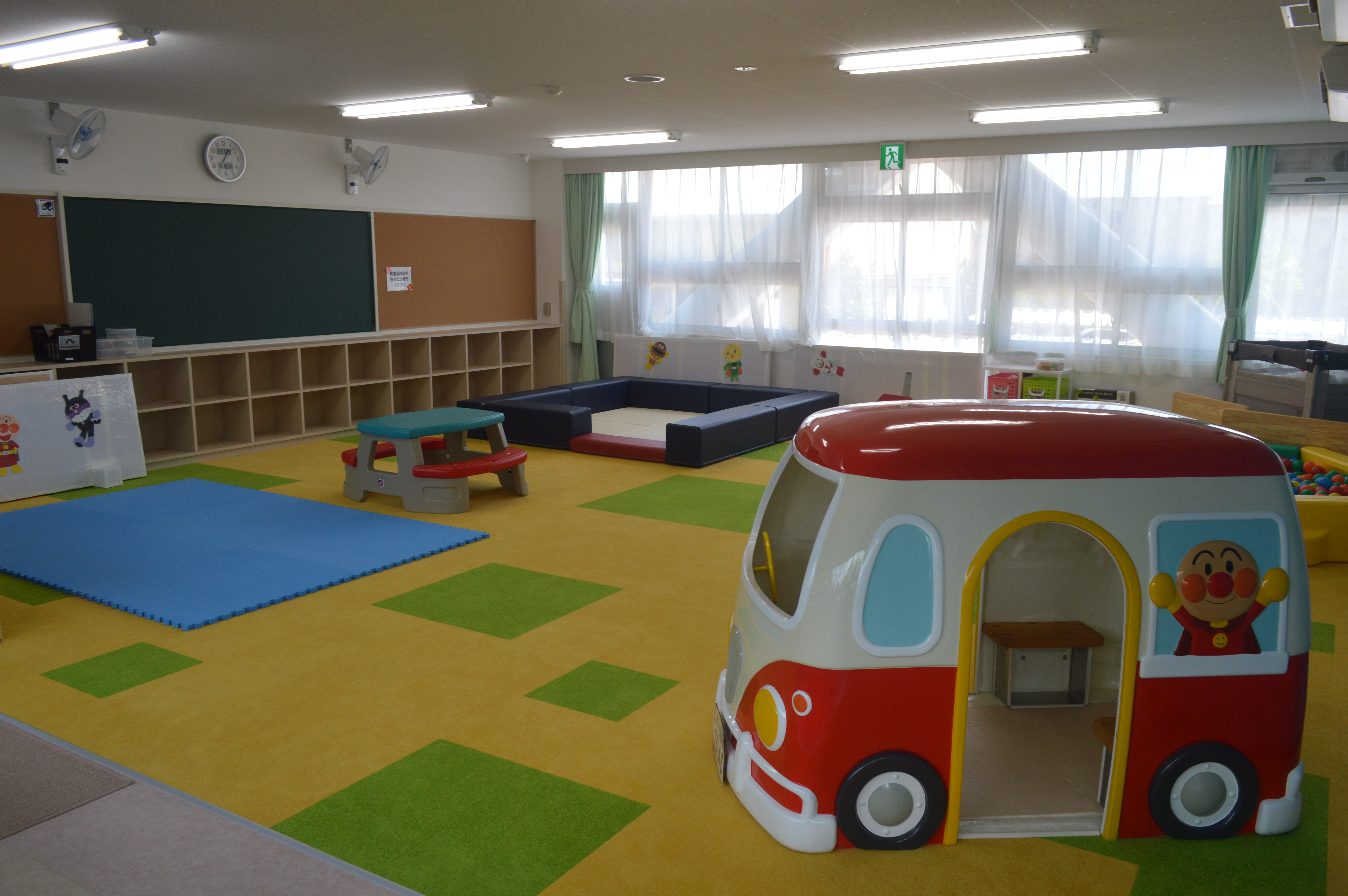
児童館
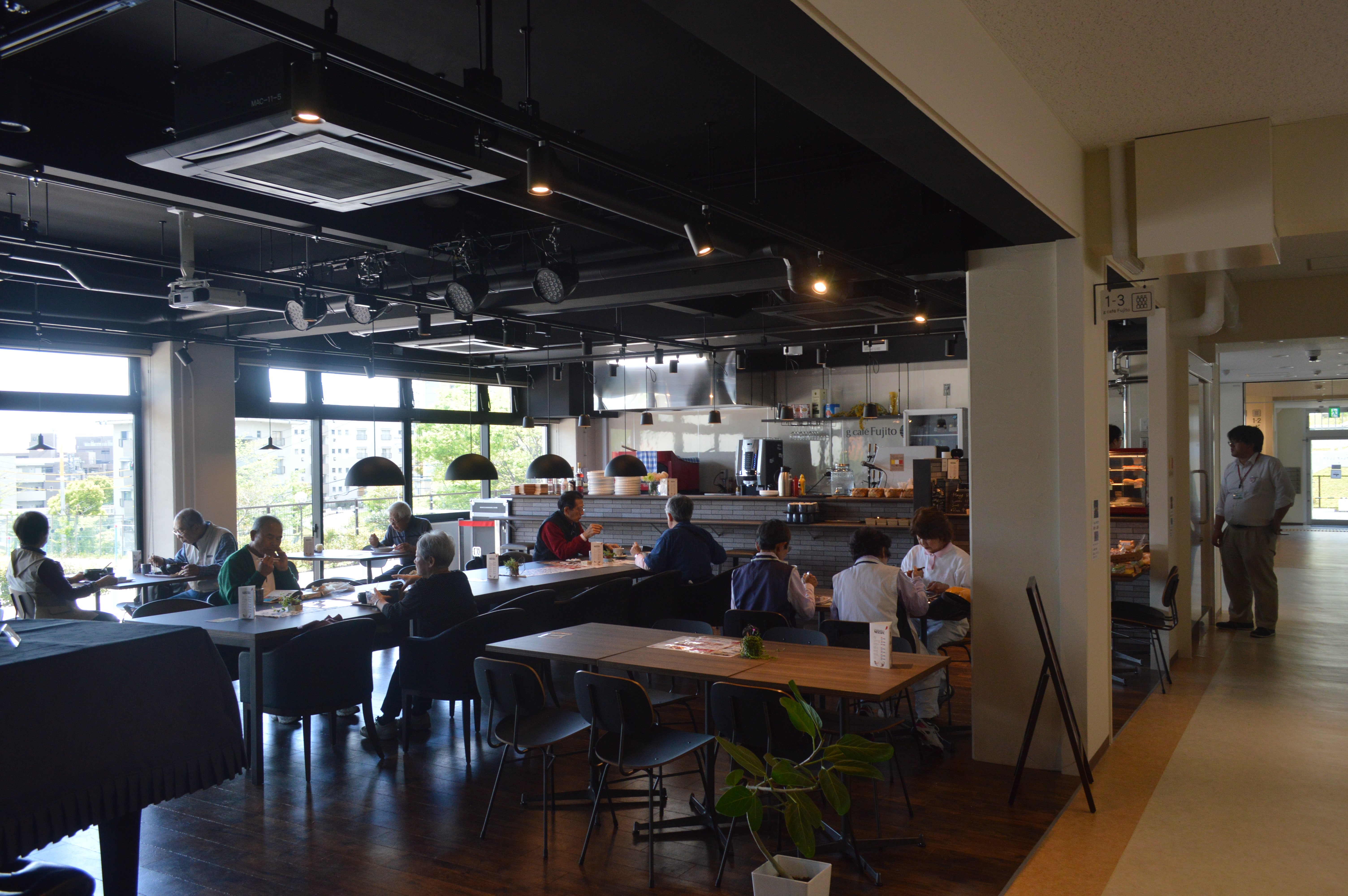
カフェ
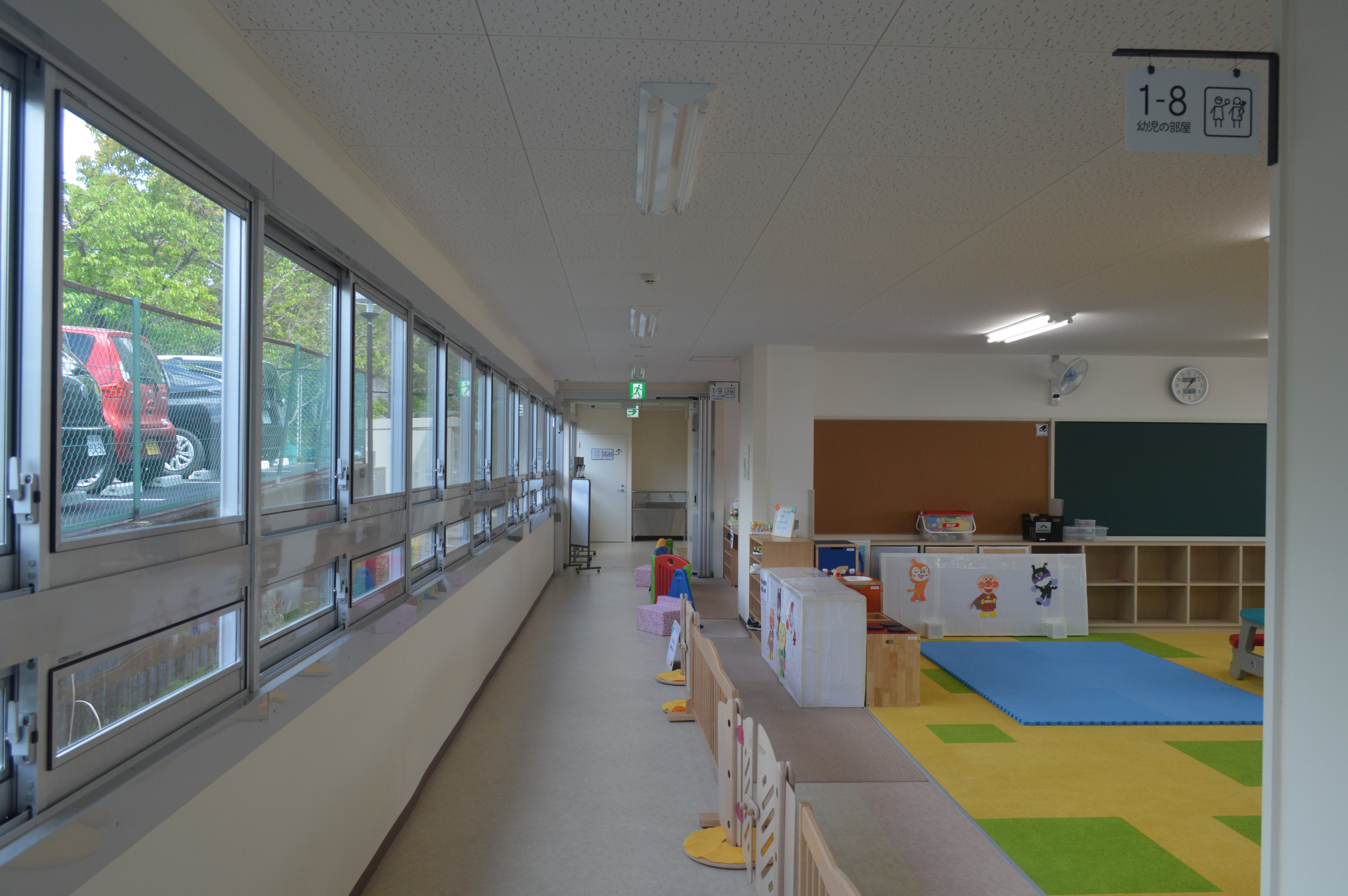
教室と廊下のリノベーション

## アクセス
敷地内に40台分の駐車場があり、北200mに最大97台分のグルッポふじとう北部駐車場がある。敷地の北側には春日井市立藤山台中学校が、北東側には愛知県立高蔵寺高等学校がある。

### 路線バス
- 名鉄バス「藤山台東」バス停[9]。
- サンマルシェ循環バス「グルッポふじとう北」[9]。